# Шхита

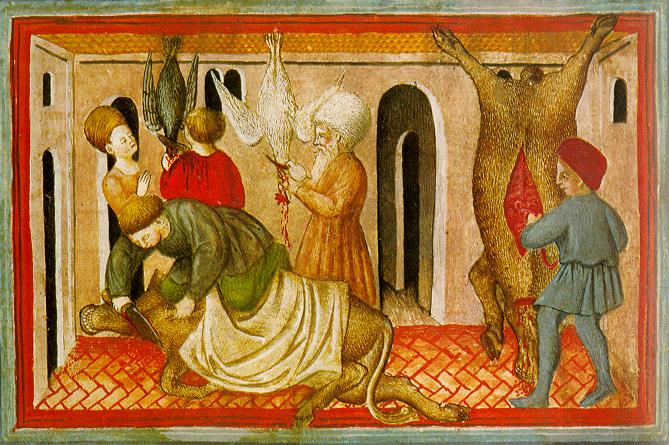
Зображення шхити 15-го століття

Шхита (івр. שחיטה) — єврейська релігійна ритуальна традиція забою худоби та птахів з дотриманням вимог кашруту.
Відповідно до ритуалу, тварина має бути забита «з повагою і співчуттям» «ритуальним забійником» — релігійним євреєм, що пройшов спеціальну підготовку і має ліцензію, виправлену належним чином.

## Забій
Забій виконується розтином трахеї, стравоходу, загальної сонної артерії, яремної вени і блукаючого нерва одним швидким рухом дуже гострого клинка (Халеф). В результаті в мозку жертви миттєво падає кров'яний тиск і відбувається необоротна втрата свідомості. Згідно з юдейськими релігійними джерелами, тварина в цьому стані нечутлива до болю.

## Додаткові вимоги

### Кашерування
Через біблійну заборону їсти кров вся кров повинна бути негайно видалена з туші. Видаляються всі великі артерії і вени, а також будь-яка кров, що згорнулася. Потім м'ясо каширують, відбувається процес замочування і засолювання м'яса, щоб витягти всю кров. Якщо ця процедура не буде проведена оперативно, вважається, що кров «встановилася» в м'ясі, і м'ясо вже не підлягає вживанню в їжу, за винятком випадків, коли його готують через обсмажування з відповідним дренажем.